# Halowe Mistrzostwa Polski Seniorów w Lekkoatletyce 1981
22. Halowe Mistrzostwa Polski Seniorów w Lekkoatletyce – zawody sportowe, które rozegrano 7 i 9 lutego 1981 w Zabrzu w hali Górnika.

## Rezultaty

### Mężczyźni
| Konkurencja:              | 1. miejsce                           | Rezultat  | 2. miejsce                          | Rezultat  | 3. miejsce                          | Rezultat  |
| Bieg na 60 m              | Marian Woronin Legia Warszawa        | 6,61      | Jerzy Brunner AZS Wrocław           | 6,79      | Zenon Licznerski Legia Warszawa     | 6,79      |
| Bieg na 400 m             | Jan Pawłowicz Budowlani Szczecin     | 48,38     | Ryszard Wichrowski Flota Gdynia     | 48,85     | Wojciech Bimkiewicz Górnik Zabrze   | 49,12     |
| Bieg na 800 m             | Marian Gęsicki Olimpia Poznań        | 1:50,12   | Leszek Witkowski AZS Wrocław        | 1:50,29   | Zbigniew Kozłowski Gwardia Olsztyn  | 1:50,30   |
| Bieg na 1500 m            | Włodzimierz Matosz Oleśniczanka      | 3:50,51   | Jerzy Mydlarz Jagiellonia Białystok | 3:50,85   | Ryszard Przybyła Górnik Zabrze      | 3:51,31   |
| Bieg na 3000 m            | Eugeniusz Frąckowiak Gwardia Olsztyn | 8:13,05   | Ryszard Przybyła Górnik Zabrze      | 8:14,35   | Józef Ziubrak Olimpia Poznań        | 8:16,23   |
| Bieg na 60 m przez płotki | Jacek Rutkowski AZS Warszawa         | 7,92      | Krystian Torka Piast Gliwice        | 8,00      | Jan Pusty Orkan Poznań              | 8,04      |
| Chód na 10 000 m          | Jan Pilczuk Polonia Warszawa         | 45:04,9   | Zbigniew Wiśniowski Arka Gdynia     | 45:06.0   | Jan Raszka Górnik Zabrze            | 47.32,9   |
| Skok wzwyż                | Jacek Wszoła AZS Warszawa            | 2,27      | Tomasz Baranowski Górnik Zabrze     | 2,23      | Krzysztof Krawczyk Górnik Wałbrzych | 2,21      |
| Skok o tyczce             | Władysław Kozakiewicz Bałtyk Gdynia  | 5,40      | Mariusz Klimczyk Zawisza Bydgoszcz  | 5,30      | Zbigniew Matyka Lechia Gdańsk       | 5,30      |
| Skok w dal                | Stanisław Jaskułka AZS Warszawa      | 7,61      | Jan Drzewiecki Śląsk Wrocław        | 7,50      | Marek Chludziński Warszawianka      | 7,42      |
| Trójskok                  | Zdzisław Sobora Olimpia Poznań       | 15,92     | Zdzisław Mioduszewski AZS Warszawa  | 15,83     | Jerzy Kaduszkiewicz Hutnik Kraków   | 15,80     |
| Pchnięcie kulą            | Mieczysław Kropelnicki Bałtyk Gdynia | 18,34     | Eugeniusz Bałło Górnik Zabrze       | 18,15     | Jerzy Koluch Flota Gdynia           | 18,02     |
| Siedmiobój                | Janusz Szczerkowski Bałtyk Gdynia    | 5850 pkt. | Dariusz Ludwig Bałtyk Gdynia        | 5677 pkt. | Wojciech Podsiadło AZS Warszawa     | 5540 pkt. |

### Kobiety
| Konkurencja:              | 1. miejsce                           | Rezultat  | 2. miejsce                              | Rezultat  | 3. miejsce                           | Rezultat  |
| Bieg na 60 m              | Zofia Bielczyk Polonia Warszawa      | 7,40      | Elżbieta Tomczak Olimpia Poznań         | 7,54      | Elżbieta Rabsztyn Gwardia Warszawa   | 7,56      |
| Bieg na 400 m             | Genowefa Błaszak Orkan Poznań        | 53,58     | Grażyna Oliszewska Lubtour Zielona Góra | 54,04     | Halina Sobczyszak Start Lublin       | 56,46     |
| Bieg na 800 m             | Wanda Stefańska Gwardia Warszawa     | 2:04,52   | Ewa Głódź AZS Wrocław                   | 2:06,00   | Joanna Tomoń Górnik Wałbrzych        | 2:06,25   |
| Bieg na 1500 m            | Celina Sokołowska Wisła Kraków       | 4:22,19   | Wanda Panfil Lechia Tomaszów Maz.       | 4:24,06   | Stanisława Fedyk Śląsk Wrocław       | 4:25,44   |
| Bieg na 60 m przez płotki | Zofia Bielczyk Polonia Warszawa      | 8,09      | Elżbieta Rabsztyn Gwardia Warszawa      | 8,10      | Bożena Świerczyńska Warszawianka     | 8,40      |
| Skok wzwyż                | Urszula Kielan Gwardia Warszawa      | 1,90      | Elżbieta Krawczuk AZS Białystok         | 1,88      | Danuta Bułkowska AZS Wrocław         | 1,86      |
| Skok w dal                | Anna Włodarczyk AZS Warszawa         | 6,24      | Ewa Czernuszewicz AZS Wrocław           | 6,18      | Małgorzata Guzowska Gwardia Warszawa | 6,18      |
| Pchnięcie kulą            | Ludwika Chewińska Gwardia Warszawa   | 16,12     | Bożena Wojciekian AZS Wrocław           | 15,71     | Janina Kosiba Hutnik Kraków          | 14,57     |
| Pięciobój                 | Małgorzata Guzowska Gwardia Warszawa | 4520 pkt. | Anna Bubała Górnik Zabrze               | 4148 pkt. | Jolanta Szuba Górnik Zabrze          | 4070 pkt. |